# Чебадухин, Василий Сергеевич
Василий Сергеевич Чебадухин (6 июня 1921, пос. Зимняк, Московская губерния — 30 декабря 2006, Сергиев Посад, Московская область) — советский военнослужащий, наводчик орудия 275-го стрелкового полка 117-й стрелковой дивизии 91-го стрелкового корпуса, 69-й армии, 1-го Белорусского фронта, старший сержант.

## Биография
Родился 6 июня 1921 года в посёлке Зимняк Сергиевского уезда Московской губернии (ныне Сергиево-Посадский район Московской области). Окончил 8 классов и фабрично-заводское училище при фабрике игрушек. Работал токарем на фабрике, затем на Загорском оптико-механическом заводе. С началом Великой Отечественной войны завод был эвакуирован в Томск, но Чебадухин ехать в эвакуацию отказался.
В 1942 году был призван в Красную Армию. На фронте с августа того же года. Боевой путь начал в пехоте, в боях под Ржевом. Затем стал наводчиком 45-миллиметровой полевой пушки. В 1944 году вступил в ВКП(б). Воевал на Западном, 1-м Прибалтийском, 1-м Белорусском фронтах. Отличился в боях за освобождение Белоруссии и Польши.
3-4 января 1944 года наводчик орудия ефрейтор Чебадухин в бою у деревни Ермачки (Смоленская область) в составе расчета вёл огонь по атакующим цепям вражеской пехоты и танкам. Уничтожил четыре танка, а ещё два — совместно с соседним орудием. Всего же две легкие «сорокапятки» смогли подбить девять вражеских танков. Атака немцев захлебнулась. Истребил более 10 противников. Приказом от 22 февраля 1944 был награждён орденом Славы 3-й степени.
15 августа 1944 года в наступательных боях на левом берегу реки Висла в районе населенного пункта Облясы—Ксёнже младший сержант Чебадухин огнём из орудия разбил два пулемёта врага, мешавшие продвижению наших стрелковых подразделений. Приказом от 25 августа 1944 года был вновь награждён орденом Славы 3-й степени.
5 февраля 1945 года в составе расчёта у населенного пункта Гловно прямой наводкой подавил шесть пулемётов, истребил свыше 15 вражеских солдат и офицеров. Был ранен, но поля боя не покинул. Приказом от 6 марта 1945 года был награждён орденом Славы 2-й степени.
После войны продолжал службу в армии. В 1947 году был демобилизован в звании старшего сержанта.
Вернулся на родину. Стал работать токарем на том же оптико-механическом заводе. В 1952 году перешёл в Загорские электросети, где проработал монтажником до самой пенсии.
Указом Президиума Верховного Совета СССР от 3 июля 1978 года в порядке перенаграждения был награждён орденом Славы 1-й степени и стал полным кавалеров ордена Славы.
Жил в городе Загорске (позже – Сергиев Посад). Вёл активный образ жизни, занимался посильной общественной работой. Почётный гражданин Сергиево-Посадского района.
В последних числах декабря 2006 года ветеран-фронтовик был убит в собственной квартире. Тело было обнаружено вечером 31 декабря соседями, пришедшими с поздравлениями. Похоронен 5 января на Благовещенском кладбище города Сергиева Посада.

## Награды
Награждён двумя орденами Отечественной войны 1-й степени, орденом Отечественной войны 2-й степени, Славы 3-х степеней, медалями, в том числе двумя медалями «За отвагу», медалью За взятие Берлина, За освобождение Варшавы, За победу над Германией в Великой Отечественной войне 1941—1945 гг.

## Память
В июне 2011 года в Сергиевом Посаде на доме № 2 по улице Осипенко, где последние годы жил ветеран, открыта мемориальная доска.
В декабре 2020 года имя героя присвоено переулку в Сергиевом Посаде рядом с домом, где жил В. С. Чебадухин.